# خفه کردن

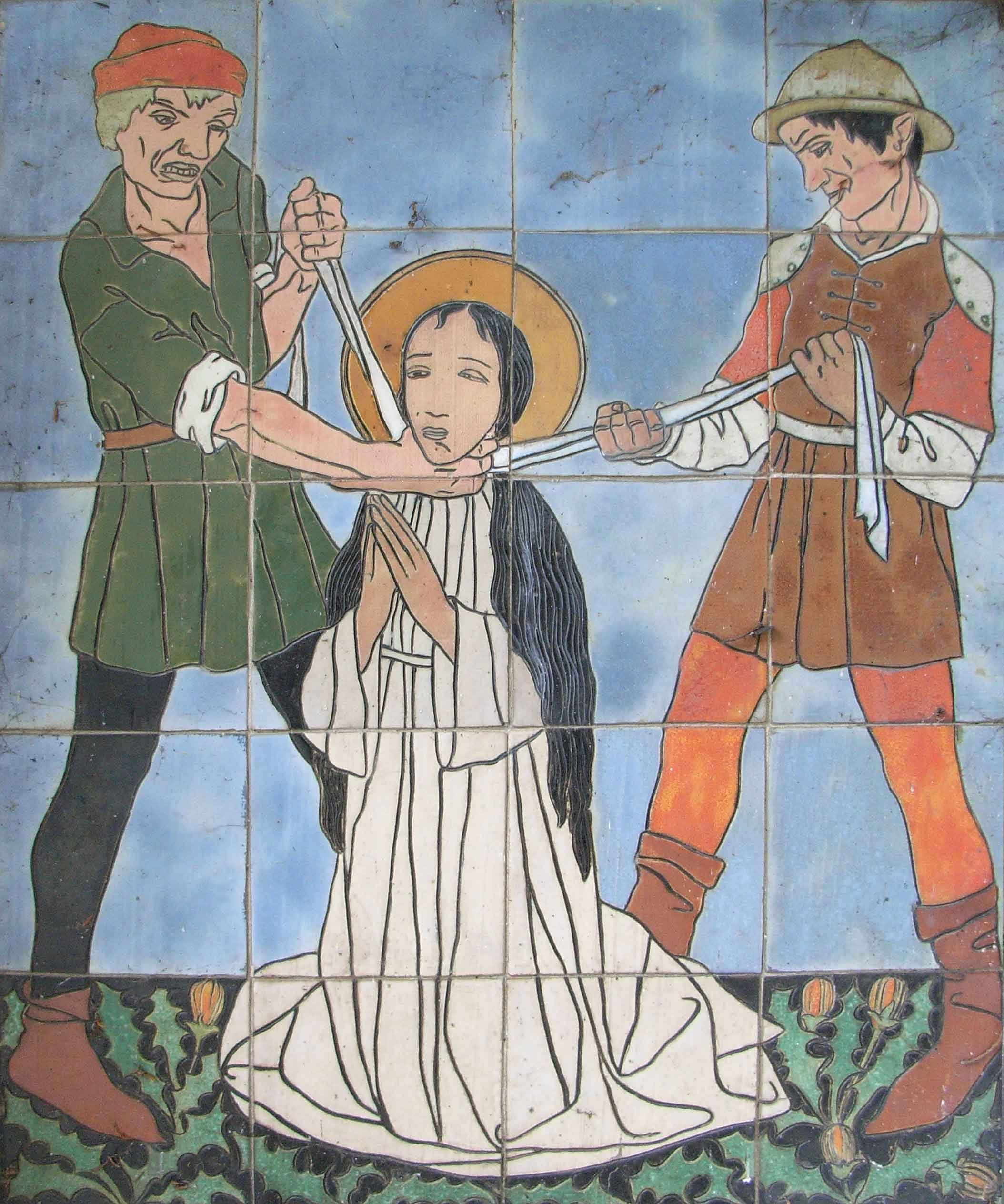
نگاره‌ای از خفه کردن گولدلیو، قدیس فلمیش در سال ۱۰۵۲ میلادی، بلژیک

خفه کردن(به انگلیسی: Strangling) عملی است که طی آن گلوی قربانی گرفته شده و به خاطر نرسیدن خون به مغز یا نرسیدن هوا به ریه‌ها فرد بی‌هوش یا کشته می‌شود. خفه کردن یکی از روش‌های مهم شکار در میان جانوران است. در کشورهایی همچون، تایلند، مالزی، اندونزی و بلاروس با این روش، گناهکاران را اعدام می‌کنند.

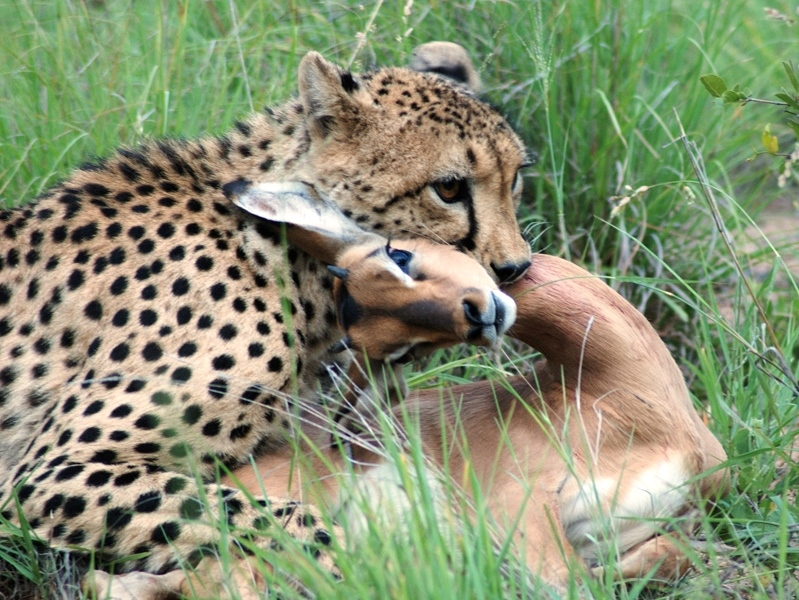
یوزپلنگ خفه کردن یک ایمپالا توسط یک چیتا